# 卜少夫
卜少夫（1909年6月21日—2000年11月4日），江蘇江都縣人，原名卜寶源，筆名邵芙、龐舞陽等。1937年畢業於日本明治大學新聞科，為已故名作家。解放軍控制中國大陸後，卜長年定居香港，亦曾當選中華民國英屬香港選區僑選立法委員。亦是無名氏（卜乃夫）的二哥。「卜少夫」一名起自其父親於1924年5月離世時，卜少夫跟其兄弟分別自行更名為「少夫」、「力夫」、「乃夫」以及「幼夫」。

## 生平
卜少夫在1909年6月21日生於鎮江，早年就讀南京下關基督小學、聖公會道勝學校、南京益智中學、吳淞中國公學（現為上海市吳淞中學）及日本明治大學新聞系，有1兄4弟。他曾任職《嘉興民國日報》（1930年至1932年、編輯主任）、南昌《真實報》（1933年、編輯主任）、青年與戰爭社編輯（1933年）、江西怒潮劇社導師（1933年）、《南京新聞報》（1934年、編輯）、南京《扶輪日報》（1935年至1936年、採訪主任）以及南京《新京日報》（1936年至1937年、採訪主任）。1938年至1940年任印尼《吧城新報》及香港立報戰地特派員，同期，即1939年至1940年亦擔任廣州民國日報、武漢日報和香港大公報戰地記者。至1941年轉任貴陽中央日報資料室主任，1942年出任重慶中央日報採訪主任，1943年離職。卜少夫同年（1943年）擔任中央週刊社編輯，1944年至1945年再次任職重慶中央日報採訪主任。
為不同報社服務的同時，卜少夫也曾辦報。1945年，身為上海《申報》副總編輯及南京中央日報編輯主任的他創辦《新聞天地》。當時曾創下了中國雜誌銷售量最高、壽命最長的紀錄，並為1945年至1949年留下了大量的政治史料與社會史料。自1946年起，他涉足新聞教學工作，不但於1946年至1947年間在中國新聞專科學校出任教授，還於1954年到香港中文大學聯合書院以新聞與傳播學系教授身份講學。後來於1965年，他創辦旅行雜誌社，1970年應邀任中國航空香港分公司顧問。另在卜88歲至91歲間，將近3年，他每天為香港星島日報撰寫專欄，勤於筆耕。
在新聞界以外，卜少夫尚有其他發展。他曾在1978年當選香港出版人發行人協會理事長，又在1981年至1986年間成為台灣立法院委員。直至2000年11月4日，卜少夫因肺癌病歿於香港律敦治醫院。

## 李敖評論
李敖如是說：「傳記文學」三十八年來，本是劉紹唐個人特色的雜誌，他走了，「不見替人」的情況是明顯的，人存政舉人亡政息的情況也是明顯的。吳老師的憂慮，實非偶然也。日前陸鏗電話中向我商量，說卜少夫想把一手創辦半個世紀的「新聞天地」送給李敖，由李敖接手辦下去，卜少夫說全世界只有李敖最信得過。我說「新聞天地」是卜少夫個人特色的雜誌，理應與卜少夫「及身而絕」，但他活得太久了，結果該絕而不絕，弄得尸居餘氣。他的厚愛，我謝了。

## 著作
卜少夫曾出版以下多本書籍（以下列表未能盡錄）：
- 《經過陣痛》
- 《無名氏生死下落》
- 《人在江湖》
- 《我見我思》
- 《龍蛇走筆》
- 《受想行識》
- 《空手天涯》
- 《無梯樓雜筆》
- 《聖誕紅》
- 《周榆瑞在人間》
- 《人間躑躅》
- 《二十世紀人》
- 《風雨香港故人》
- 《若有所思》
- 《有語問蒼天》
- 《卜少夫這個人》

## 外部連結
- 貳臣傳──香港名報人卜少夫記實
- 卜少夫与《新闻天地》,文化周刊一版,镇江日报电子版,读报社区,爱读爱看[永久]
- 貳臣傳──香港名報人卜少夫記實 - 胡志伟（郑义）论文专辑 （页面存档备份，存于）